# Hammerschmiede Riedlhammer
Die ehemalige Hammerschmiede Riedlhammer befindet sich im Tal der Waldaist in der Ortschaft Lehen der Marktgemeinde Gutau im Mühlviertel in Oberösterreich. Einige Sensenschmiedegebäude stehen unter Denkmalschutz (Listeneinträge). Unweit im Tal des Stampfenbaches gab es früher eine weitere Hammerschmiede mit dem Namen Stampfenhammer oder Hammerl. 

## Geschichte
Die Ursprünge der Hammerschmiede werden in einer Hufschmiede und eventuell Waffenschmiede der Herren von Prandegg vermutet. Urkundlich erfolgte 1539 ein Verkauf durch Veit von Zelking an Hilleprand Jörger. Über den Beginn der Sensenproduktion besteht Unklarheit. Er wird mit Ende des 16. Jh. bzw. vor 1609 angenommen.
Anfang des 17. Jh. zählte der Riedlhammer bereits zu den damaligen 42 ehrlichen (anerkannten) Sensenschmieden im Raum Oberösterreich. Er gehörte dabei ab 1782 zur Sensenschmiede-Zunft Kirchdorf-Micheldorf (Innungszeichen KM), also nicht mehr zur benachbarten Sensenschmiede-Zunft Freistadt (Innungszeichen F oder KFM).
Die Sensen wurden bis nach Russland und in den Balkan verkauft. Als Meister- bzw. Werkstättenzeichen bekamen die Sensen einen „Doppeladler umgeben von einem Kreis“ eingeschlagen.
1775 wurde Bartholomäus Kindler (Kiendler) Besitzer vom Riedlhammer. Der großzügige Neubau des Herrenhauses im Jahr 1777 und die Erwerbung von Schloss Tannbach im Jahr 1787 belegen den erfolgreichen Geschäftsgang.
Tobias Kindler (Kiendler), ein Mitglied der Familiensippe, erwarb 1798 den benachbarten am Stampfenbach gelegenen Stampfenhammer, auch Sensenhammer in der Stampfen oder kurz Hammerl genannt. Dieser war schon 1591 gegründet worden. Stampfenhammerbesitzer Ludwig Kindler (gestorben am 12. Juli 1902 in St. Leonhard bei Freistadt) ließ sich 1873 für seine Weltausstellungsobjekte an Sensen und Strohmessern den Markenschutz sichern.
1843 folgte am Riedlhammer Sebastian Kindler junior (* 30. April 1807) als Besitzer. Seine Ehefrau war Juliana, geborene Stöbich, Bauerstochter aus St. Leonhard. Kindler führte die Produktion von Sensen, Sicheln, Strohmessern usw. schwunghaft weiter. Dazu übernahm er auch den Stampfenhammer. Kindlers Fabrikate waren besonders in Preußen und Russland sehr gesucht. Nach Russland wurden z. B. jährlich 50- bis 60-tausend Sensen versendet. 1883 aber veranlassten ihn Kränklichkeit, fortgeschrittenes Alter sowie die für die oberösterreichische Sensenindustrie ungünstigen Zeitverhältnisse die Produktion einzustellen.

„Aus dem unteren Mühlviertel. (Eine Arbeitseinstellung und ihre Folgen.) Der Besitzer des Sensengewerkes „Riedlhammer“ Herr [Sebastian] Kindler überraschte vor Kurzem seine Arbeiter mit der unerwarteten Nachricht, daß seine Kränklichkeit und sein hohes Alter ihn leider veranlassen, die Erzeugung von Sensen und Strohmessern ganz zu sistiren [einzustellen]. Durch diese Arbeitseinstellung wurde zunächst eine größere Anzahl von Sensenschmieden sehr hart betroffen. Wie sollen sie jetzt im Winter einen Erwerb finden, um ihre Familien – die meisten sind eben verheirathet – zu ernähren. Aber nicht blos für die genannten Arbeiter, auch für die kleinen Bauern an der Aist [Waldaist] und Stampfen [Stampfenbach] hat dieser Entschluß des Herrn Kindler üble Folgen. War ein Bauer in hiesiger Gegend in Geldnöthen, so lenkte er seine Schritte zunächst zu Herrn Kindler und bot ihm seine Holzkohle an. Gewöhnlich wurde das Angebot angenommen und sogleich auch ein Vorschuß gewährt. Die Kohle selbst wurde am Tage der Ablieferung stets prompt bezahlt. Für viele Bauern der Umgebung bildet der Erlös für Kohle das gesammte Erträgniß von ihrem Besitze. Der Ertrag an Getreide etc. reicht eben bei den meisten nur hin, den Hausbedarf zu decken, höchstens daß einige Metzen Hafer zum Verkaufen kommen. ...“

Tatsächlich starb Sebastian Kindler am 21. November 1883 im Riedlhammer Herrenhaus an der typischen Berufskrankheit, der Lungenlähmung. 

„Gutau, 25. November 1883. Gestern fand hier die Beerdigung des am 21. d. M. in Riedlhamer verstorbenen Herrn Sebastian Kindler, Sensengewerksbesitzer von Riedlhamer und Hammerl [Stampfenhammer] statt, und es dürfte hier wohl selten ein derartig imposanter Leichenzug gesehen worden sein. Dieser Zoll von Liebe und Achtung galt aber auch einem Manne in des Wortes vollster Bedeutung! Nicht nur daß Herr Kindler sich trotz der letzterer Jahre immer mehr im Niedergange befindlichen Sensenindustrie durch sein ausgezeichnetes Fabrikat zu behaupten wusste, hat er auch letzterer Jahre das Sensengewerk in Hammerl [Stampfenhammer], Pfarre St. Leonhardt, welches in defektem Zustande in seinen Besitz gelangte, wieder vollends betriebsfähig hergestellt. Sein Haus [Herrenhaus Riedlhammer] war stets gastlich geöffnet und es wurde jedermann, ob hoch oder nieder, reich oder arm, gleich liebevoll in seiner Art aufgenommen, in welcher schönen und edlen Tugend er von seiner nun trauernden Gattin [Juliana Kindler] auch kräftigst und liebevoll unterstützt wurde. Trotz der 77 Jahre war Herr Kindler bis nahe vor seinem Tode (eine partielle Lähmung und schließlich eine Lungenlähmung raffte ihn dahin) noch immer geistig frisch und voll des Schaffensdranges. ...“

Witwe Juliana heiratete am 11. November 1884 in Gutau den Essmeister (ausgebildeten Meister an der Schmiedeesse) Franz Schröckenfux (* 5. Februar 1850 in Roßleithen). Die beiden wurden die neuen Besitzer von Riedlhammer und Stampfenhammer. Die Produktion ging weiter. Der alte Firmenname Sebastian Kindler wurde beibehalten. Dann aber starb Juliana Schröckenfux am 26. Oktober 1892. Witwer Franz Schröckenfux ließ die Produktion auslaufen. 1894 wurde die Firma Sebastian Kindler aufgelöst. Die Sensenwerke Riedlhammer und Stampfenhammer waren endgültig stillgelegt.
1912 folgte der Umbau des Riedlhammers zu einem Elektrizitätswerk „um mehrere Orte mit elektrischem Lichte zu versehen“. Das sehenswerte Herrenhaus und weitere Gebäude blieben bis heute erhalten. Sie sind nun umgeben von Grünland – anstelle von Industriegelände mit lärmenden Hammerschlägen, rauchenden Schmiedefeuern und viele Geschäftigkeit.

## Beschreibung Riedlhammer

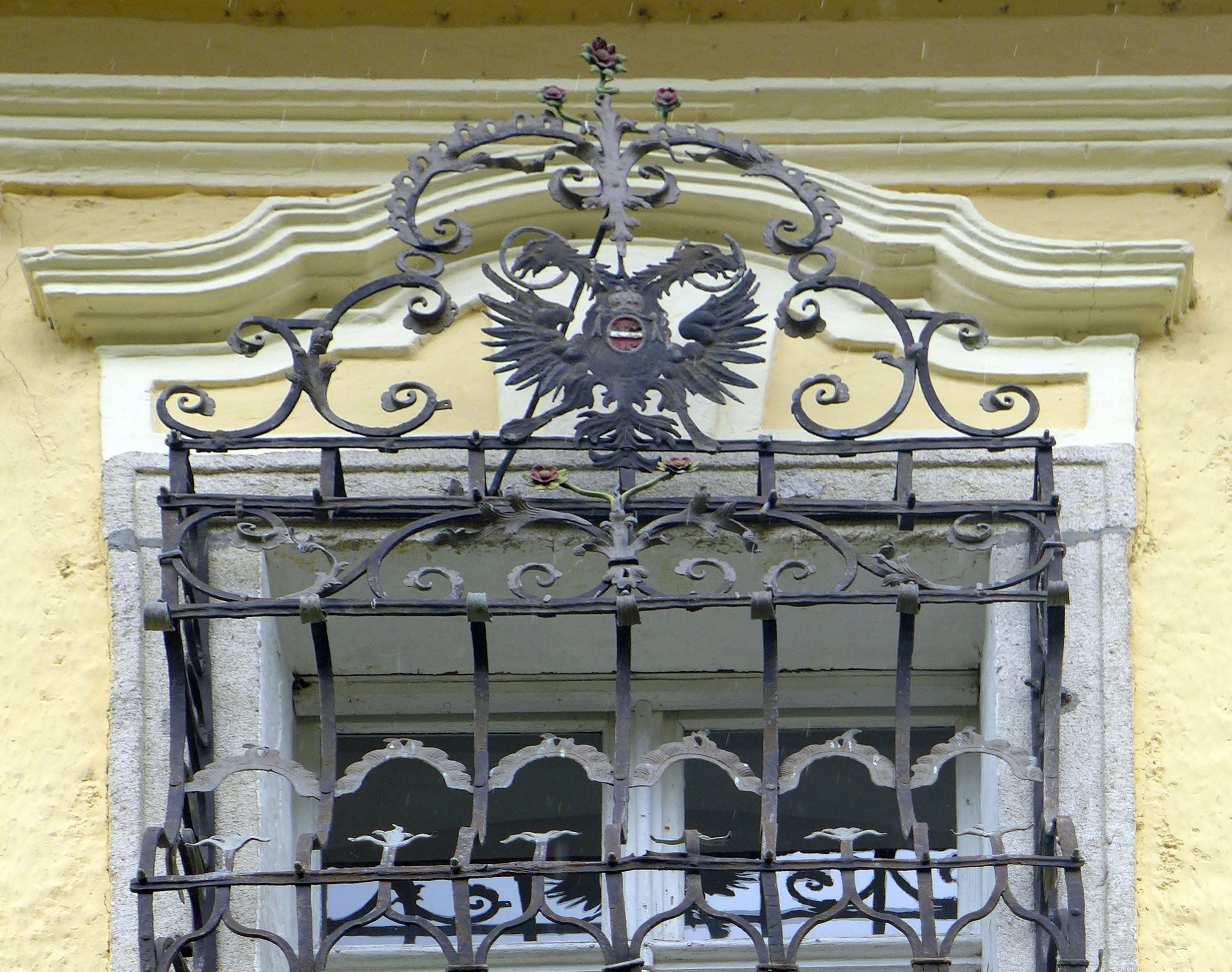
Meisterzeichen Doppeladler
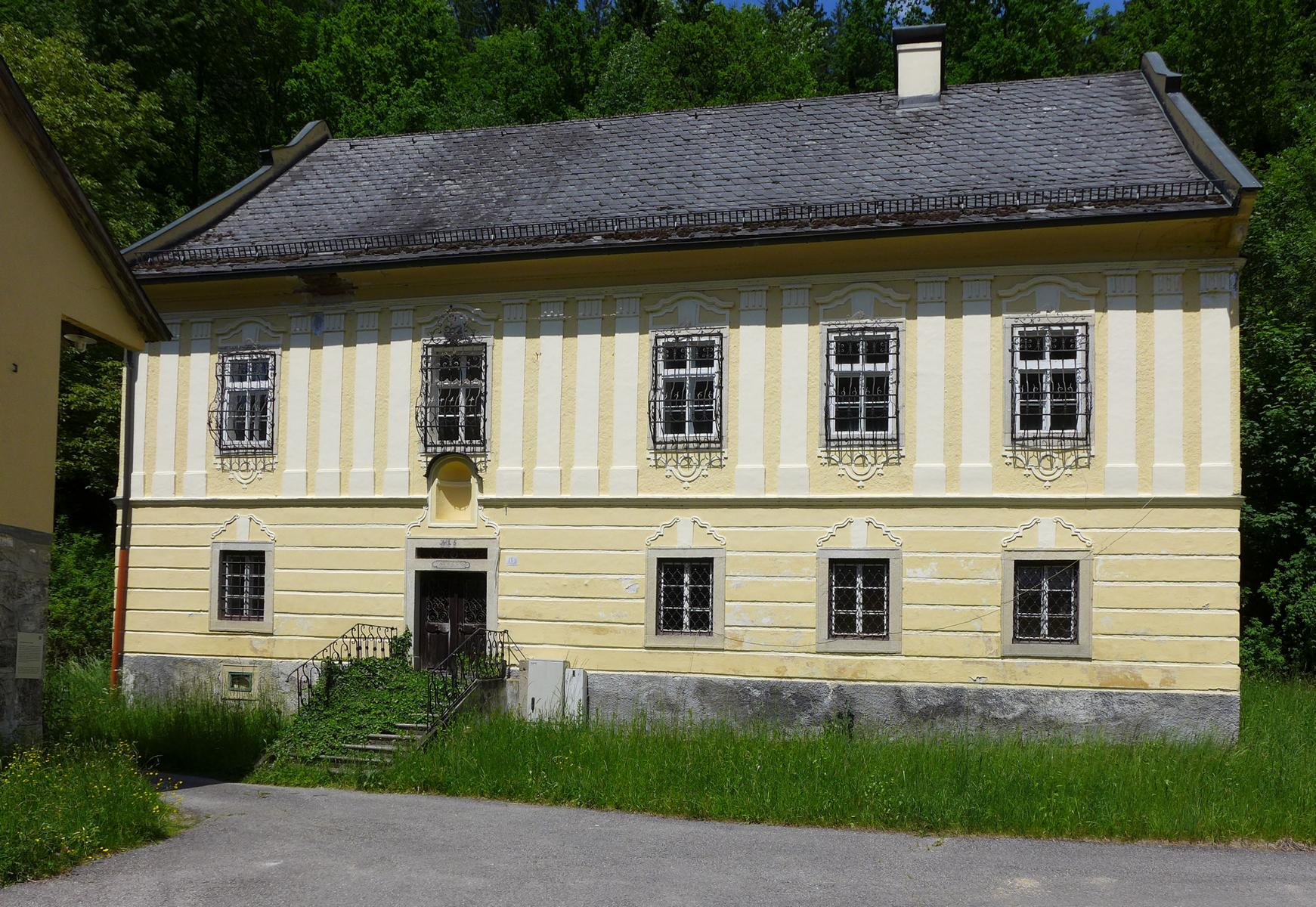
Herrenhaus Fassade
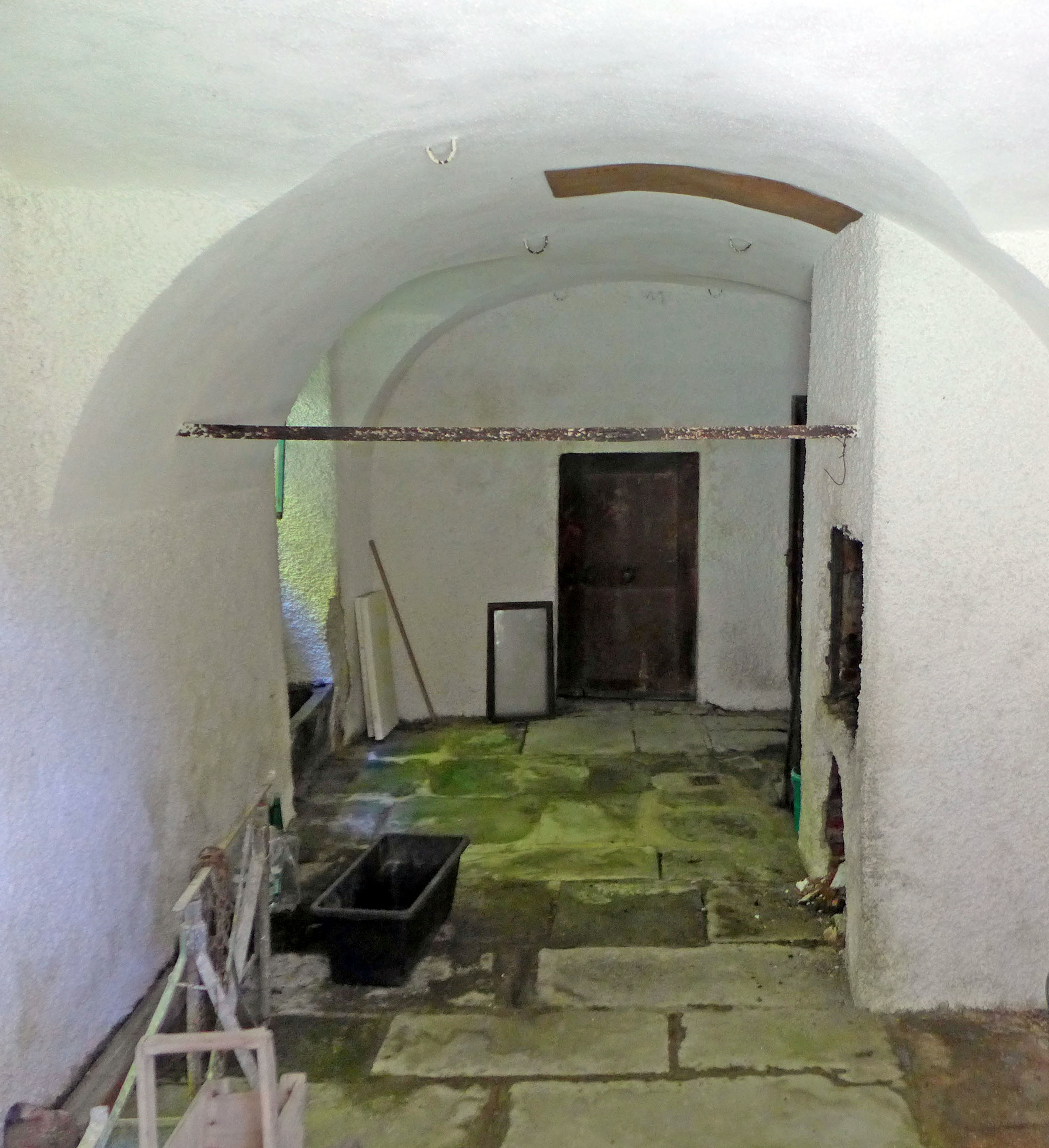
Küchengewölbe
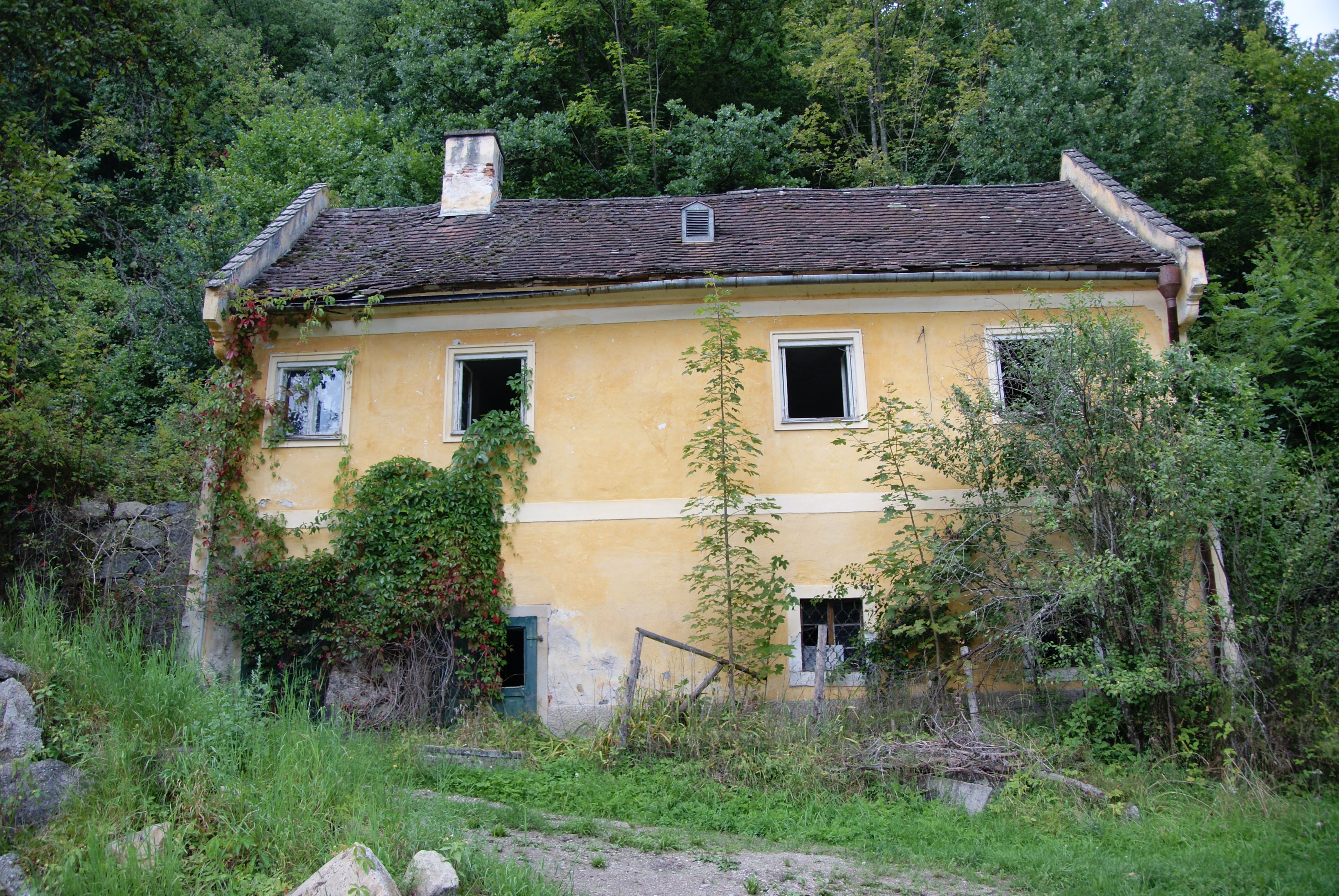
Gasthausgebäude
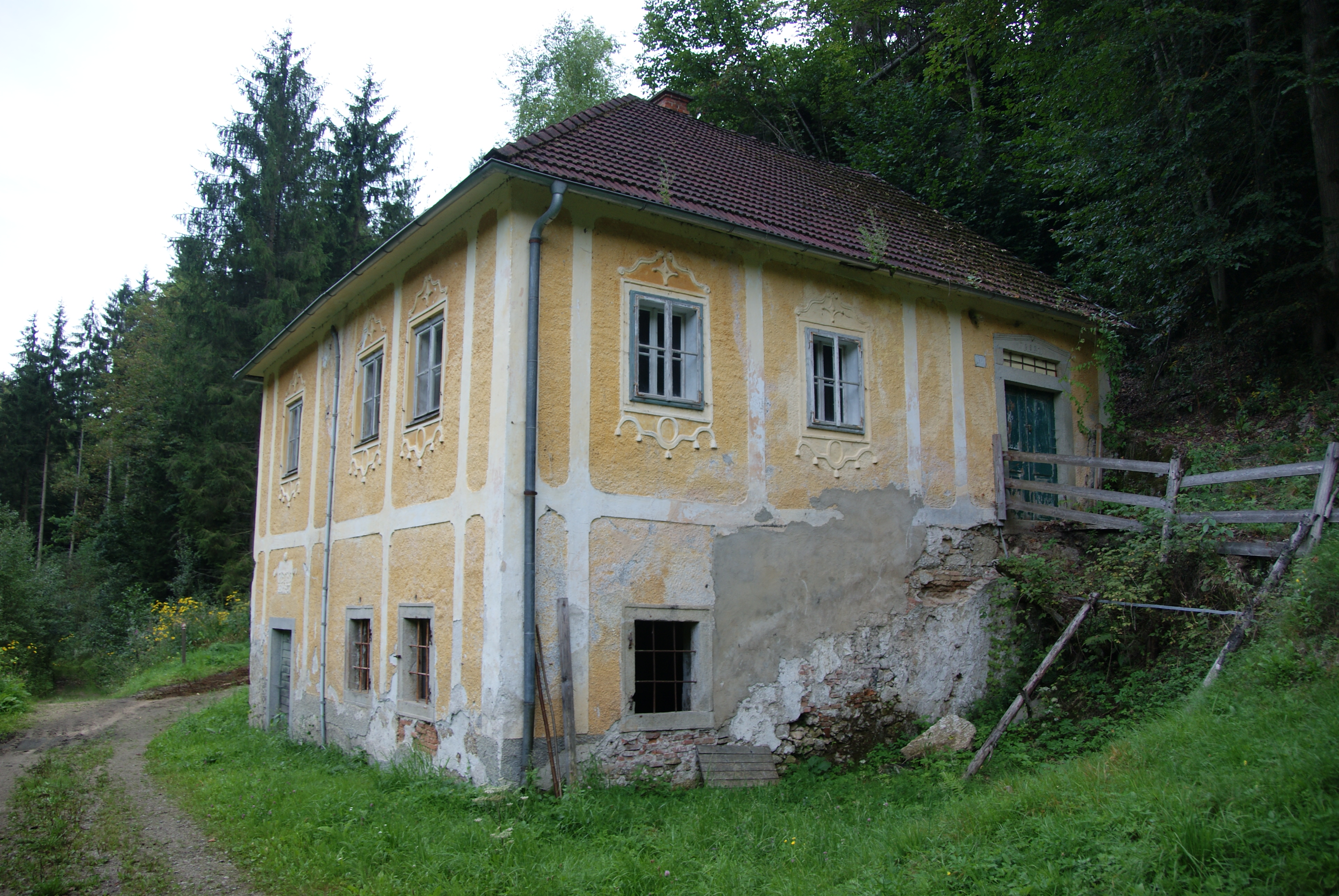
Kellerstöcklgebäude

Herrenhaus Riedlhammer. Adresse Gutau, Lehen Nr. 15 (Listeneintrag Denkmalliste). Lage. Der ältere Vorgängerbau wurde in der zweiten Hälfte des 18. Jahrhunderts umgebaut zu diesem Herrenhaus. Der nun zweigeschoßige Bau mit fünf Fensterachsen trägt ein Satteldach. Die etwa 19 Meter lange Fassade ist spätbarock, der Türstock nennt das Jahr 1777, ebenerdig zeigt sich Putzbänderung, im Obergeschoß eine dichte Pilastergliederung, die Fenster zeigen eine Rahmung mit Stuckdekor und teils geschwungene Verdachungen, es gibt schmiedeeiserne spätbarocke Fensterkörbe, über der Eingangsachse ist noch heute der Doppeladler, das Riedlhammer Meisterzeichen, zu sehen, ebenerdig Rautengitter. Die Steintreppe hat ein schmiedeeisernes Gitter mit Blechschnittblumen. Im Inneren des Herrenhauses gibt es einen Keller mit Kreuzgratgewölben, im Flur Kappengewölbe aus dem 18./19. Jahrhundert, die Zimmer zeigen Riemlingdecken, und Stichkappentonnen aus der ersten Hälfte des 17. Jahrhunderts. Im Obergeschoß gibt es Decken mit Stuckspiegeln bzw. Holzdecken, die barocken Füllungstüren mit originalen Beschlägen und Türschlössern sind aus der zweiten Hälfte des 18. Jahrhunderts. Ein Kachelofen entstand um 1800.
Stall- und Wirtschaftsgebäude. Ohne eigene Adresse (Listeneintrag Denkmalliste). Lage. Ergänzten das Herrenhaus. Seit dem 19. Jahrhundert zweigeschoßig. Die ebenerdigen Ställe haben Platzlgewölbe auf Säulen. Scheunenartiger Aufbau.
Hammerschmiedegebäude. Ohne eigene Adresse (Listeneintrag Denkmalliste). Lage. Die ursprüngliche Sensenschmiede. Der alte Bau war mit 1820 bezeichnet. Im Franziszeischen Kataster ist der Massivbau etwa 30 Meter lang und 13 Meter breit. Ergänzend gab es noch rundherum hölzerne Bauten. Die Sensenschmiede wurde 1894 stillgelegt und 1912 zu einem Elektrizitätswerk umgebaut. Nach einigen Modernisierungsschritten entstand dort das Kraftwerk Riedlhammer der Ebner-Strom GmbH. Es ist mit zwei Francis-Spiralturbinen für Wasserfallhöhe 89,9 m ausgestattet. Die Anlage wird von der Ebner-Netzleitzentrale in Königswiesen aus kontrolliert.
Gasthausgebäude. Adresse Gutau, Lehen Nr. 42 (Listeneintrag Denkmalliste). Lage. Das Gasthausgebäude wurde um 1600 erbaut und im 19. Jahrhundert aufgestockt. Die Fassade mit vier Fensterachsen zeigt eine Putzfaschengliederung. In den ehemaligen Gaststuben richtete man später eine Schmiede- und Schlosserwerkstatt ein. Dafür baute man in der mittleren Stube neben den Kamin eine Schmiedeesse (Feuerstelle mit Abzug und zusätzlicher Luftzuführung) ein. Die Stuben haben Stichkappentonnengewölbe, die Spitzen der Stichkappen zeigen florales Putzdekor. Rechts neben dem Gebäude findet man weiters einen aus dem Granitgestein herausgehauenen Felsenkeller mit drei großen steinernen Bottichen.
Kellerstöcklgebäude. Adresse Gutau, Lehen Nr. 35 (Listeneintrag Denkmalliste). Lage. Auch Riedlhammer-Häusl genannt. Vor 1801 von Gabriel Kindler angekauft. Der nunmehrige zweigeschoßige Bau unter einem Walmdach hat eine Fassade mit drei Fensterachsen mit Putzrahmengliederung, die Fenster mit Stuckdekor. Im Erdgeschoß gibt es Kappengewölbe. Auffällige Stuckarbeit über der Haustür mit einem männlichen Gesicht und den Initialen S. K. und F. K. (vermutlich Sebastian und Franziska Kindler). Jahreszahl 1827 und Initialen I. F. Eine ganz ähnliche Stuckarbeit zeigt die Kapelle Stampfenhammer.
Gasthaus und ehemalige Sommerfrische Riedlhammer. Adresse Gutau, Lehen Nr. 43. Kein Denkmalschutz. Lage. Zweigeschoßiges jüngeres Gebäude mit sechs Fensterachsen nahe der Riedlhammerbrücke beim Zusammenfluss von Stampfenbach und Waldaist. War Gasthaus mit Wohnmöglichkeit für „Sommerfrischler“ mit „Liebe zu Naturbädern“. Das Heimatbuch Gutau einst und jetzt zeigt auf S. 59 ein Bild davon. Aktuell (2023) sind Gasthaus und Betriebe wie Sägewerk geschlossen. Nutzung als Wohnhaus.
Burgstall Falbenstein. Auf Felssporn oberhalb der ehemaligen Sommerfrische. Bundesdenkmalamt Fundstelle AT-4-0013171.Lage. Der Burgstall liegt am östlichen Ende eines Felssporns oberhalb der Sommerfrische Riedlhammer auf 512 Meter Höhe und etwa 57 Meter über der Stampfenbachmündung. Die Felsblöcke und -türme des Burgstalls zeigen die abgerundeten Formen der Wollsackverwitterung. Der Zugang ist ab Hammerschmiede Riedlhammer oder ab dem Dorf Falbenstein in der Marktgemeinde Gutau gut möglich. Eine neuere forstliche Bringungsstraße führt am Ende direkt hin zum Halsgraben der Burg. Keine Beschilderung. Der noch immer eindrucksvolle Halsgraben wurde in den Felssporn eingestemmt. Die eigentlichen Burgfelsen folgen nach Osten hin. Sie sind wenig erforscht. Reste einer eingestürzten Steinmauer gibt es unterhalb des höchsten Felsblocks.

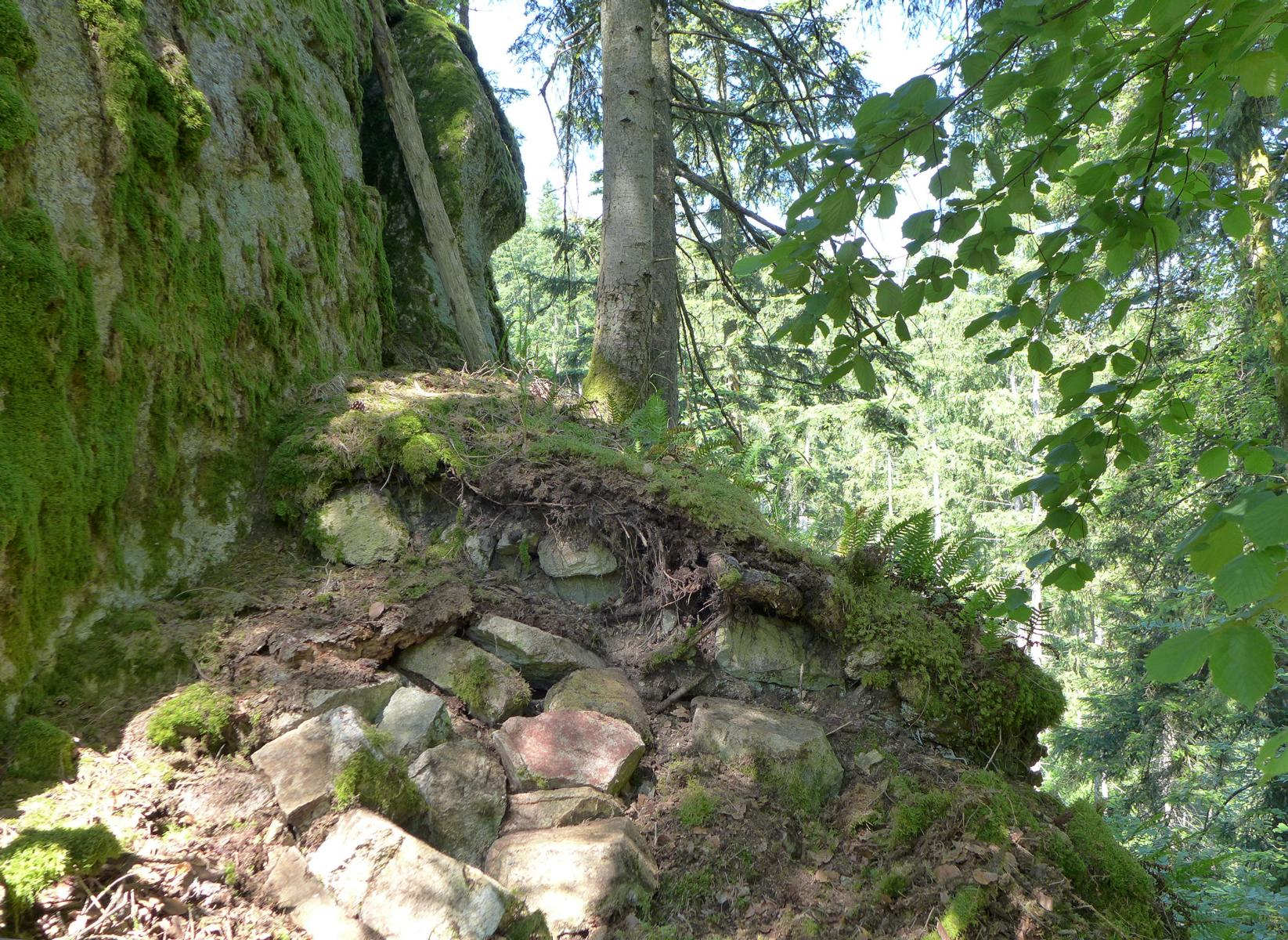
Mauerrest. 2023
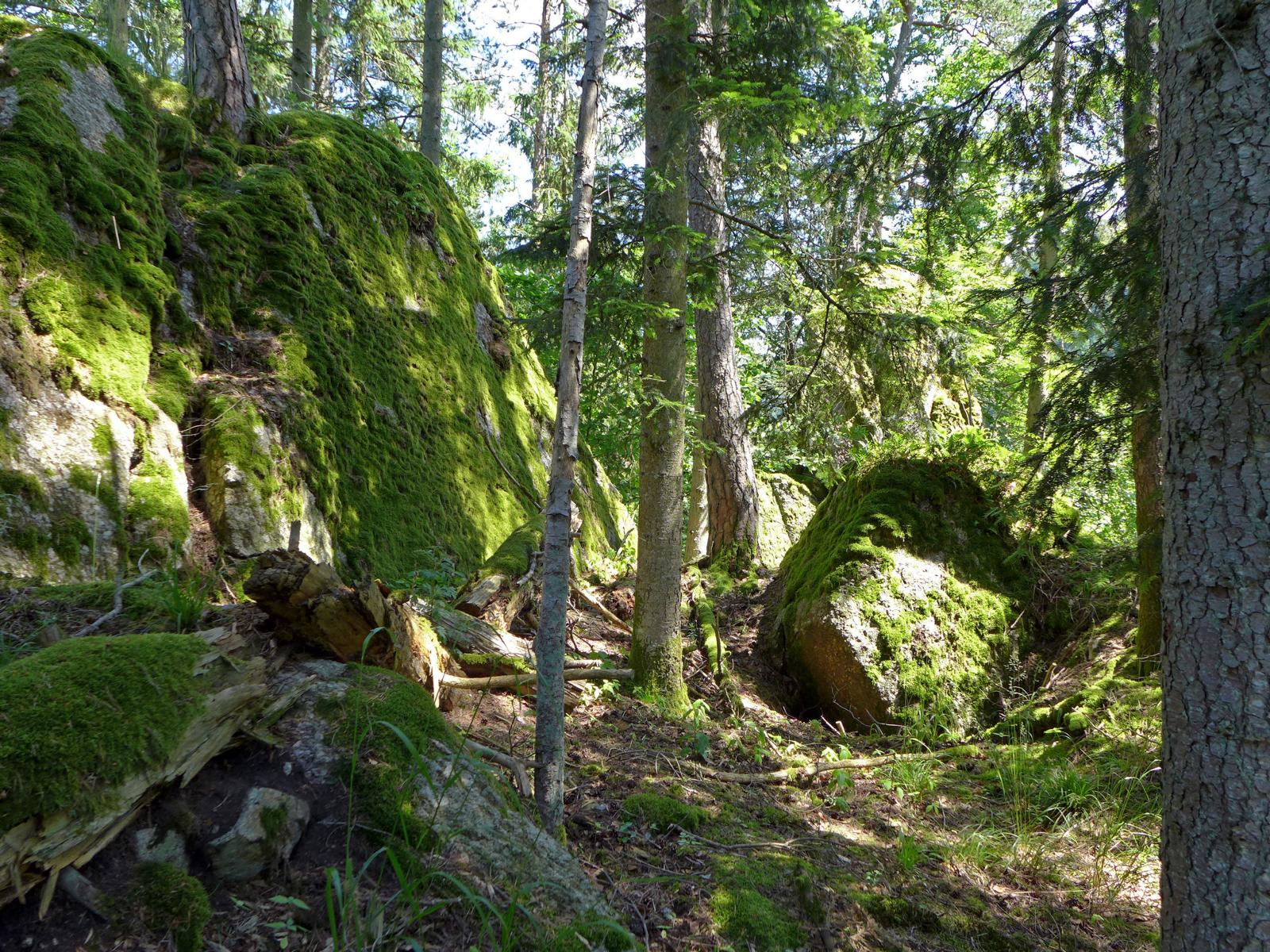
Burgfelsen. 2023
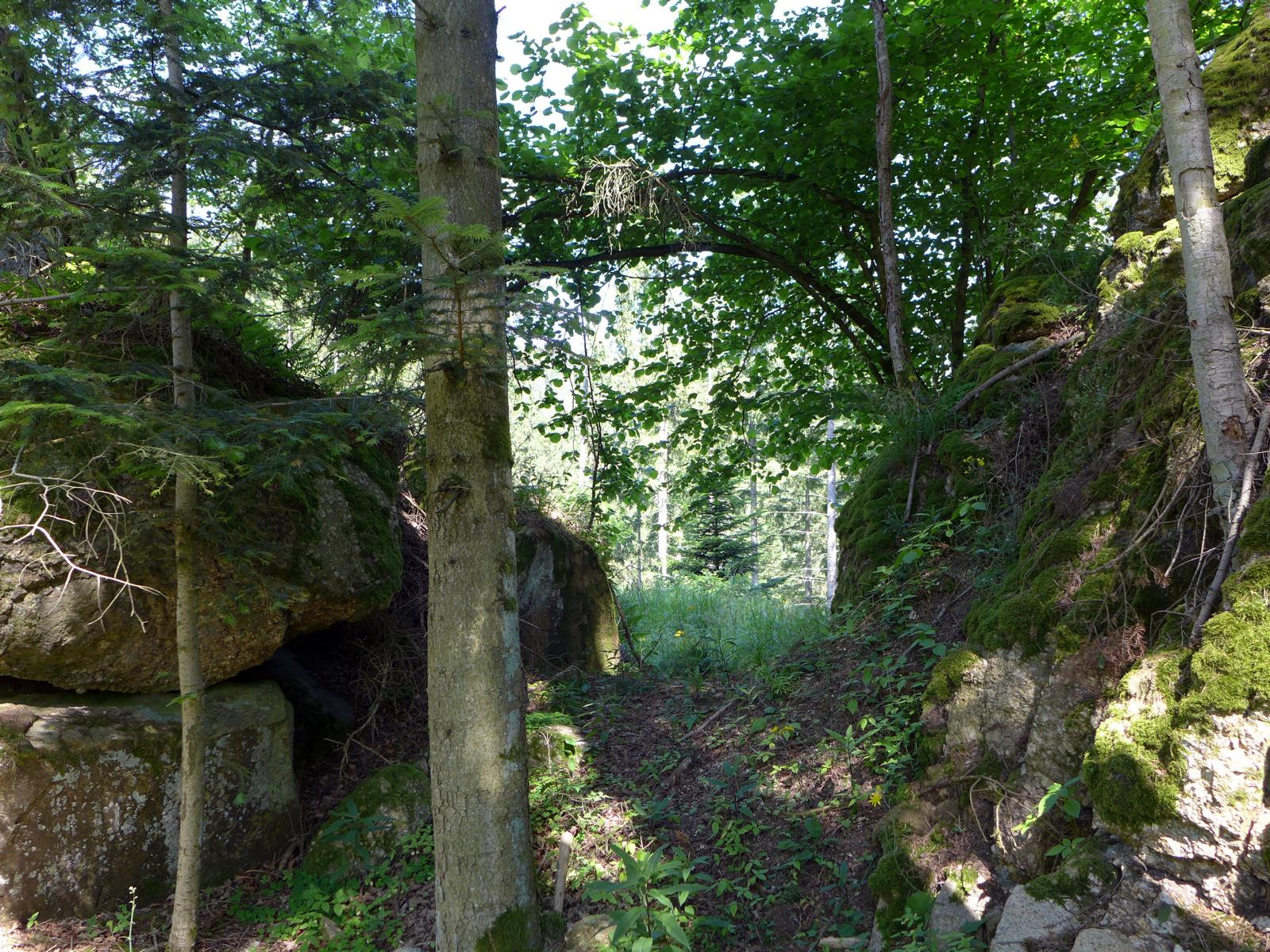
Halsgraben. 2023

## Beschreibung Stampfenhammer (Hammerl)
Herrenhaus Stampfenhammer. Standort war unweit des Stampfenbaches in Herzogreith in der Gemeinde St. Leonhard bei Freistadt. Lage. Dieses Herrenhaus war ein zweigeschoßiger repräsentativer Bau mit fünf Fensterachsen, Sonnenuhr und hohem Walmdach. Das Heimatbuch Gutau einst und jetzt zeigt es uns abgebildet auf S. 59.  Dort abgebildet sind das Sägewerk, das Wirtschaftsgebäude und das Herrenhaus, nicht aber die Hammerschmiede. Vom Herrenhaus blieb nur der eingeebnete Standplatz erhalten, nun Hausgarten südlich vom Bau Herzogreith Nr. 7.
Wirtschaftsgebäude. Lage. Standort war nördlich vom Herrenhaus. Das Heimatbuch Gutau einst und jetzt zeigt es uns auf S. 59. Es wurde im Laufe der Zeit ersetzt durch den neueren Bau Herzogreith Nr. 7. Darin befand sich früher eine Gerberei. Nun Wohn- und Gewerbehaus.
Hammerschmiede. Standort war am Stampfenbach nahe vom Herrenhaus. Lage. Namen waren Stampfenhammer, Sensenhammer in der Stampfen oder kurz Hammerl. Das Jahr der Gründung ist 1591. Anfang des 17. Jh. zählte der Stampfenhammer zu den damaligen 42 ehrlichen (anerkannten) Sensenschmieden im Raum Oberösterreich. Er gehörte zeitweilig zur Sensenschmiede-Zunft in Kirchdorf-Micheldorf (Innungszeichen KM), also nicht unbedingt zur naheliegenden Sensenschmiede-Zunft Freistadt (Innungszeichen F oder KFM). Als Meister- bzw. Werkstättenzeichen bekamen die Sensen „3 Maltheserkreuze, dazwischen 2 Punkte, umgeben von einem Kreis“ eingeschlagen. Der Massivbau ist im Franziszeischen Kataster etwa 42 Meter lang und 8 bis 12 Meter breit. 10 Personen waren 1822 beschäftigt: 5 Arbeitsleute, 1 Hammerschmied (55 Jahre alt), 1 Zerrhammerer (29 Jahre alt), 1 Zainheizer (38 Jahre alt), 1 Voraushammerer (63 Jahre alt), 1 Lehrjunge (35 Jahre alt). 1852 erzeugte der Stampfenhammer 30.000 Sensen, 200 Sicheln, 7.200 Strohmesser und zählte 19 Arbeiter. Das Jahr der Stilllegung war trotzdem 1894. Erhalten blieb nur der Standplatz, nun eingetieftes längliches Grünland neben dem Stampfenbach.

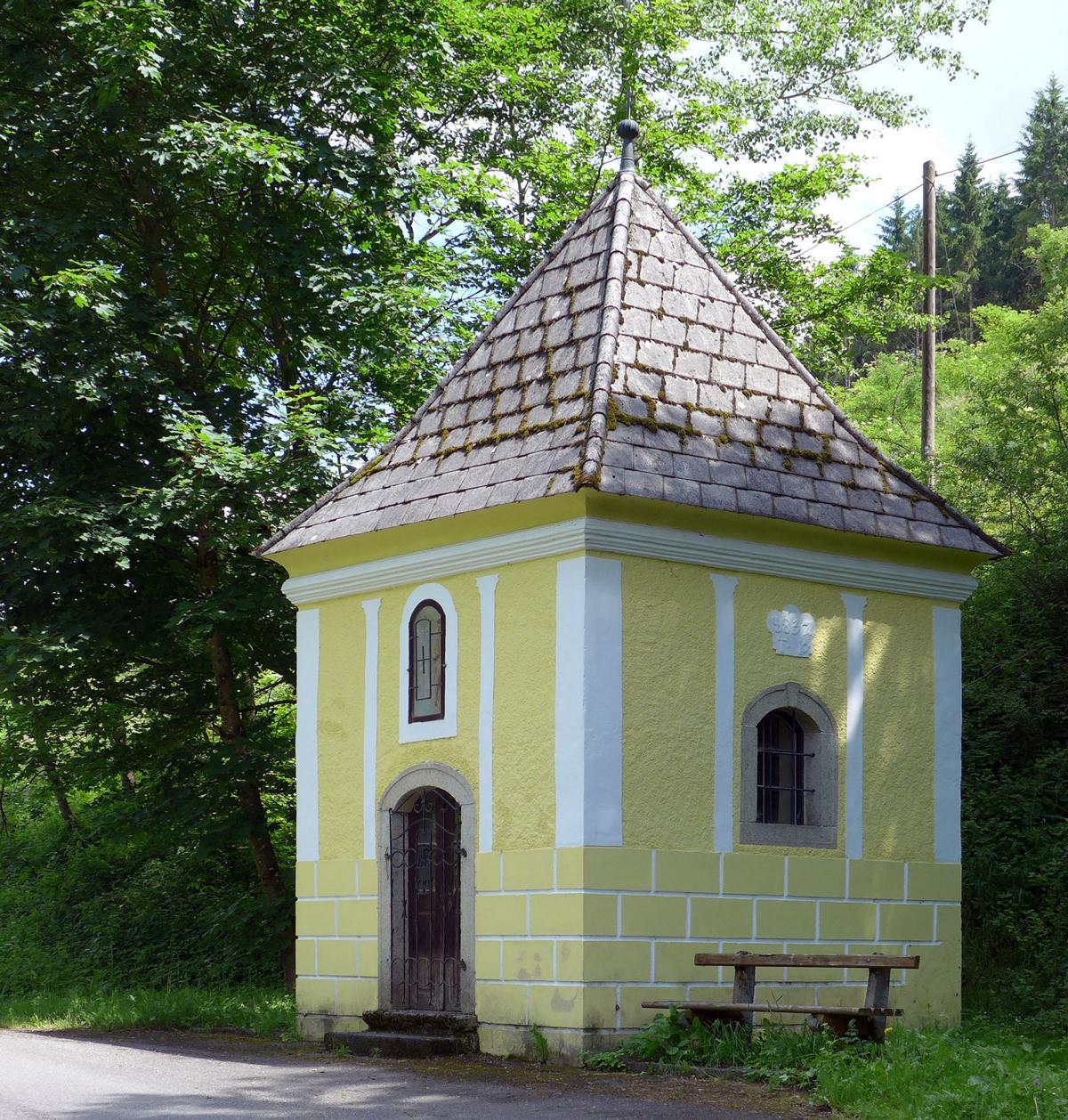
Kapelle Stampfenhammer

Sägewerk. Standort war am Stampfenbach. Lage. Südlich der Hammerschmiede entstand am Stampfenbach zusätzlich ein Sägewerk. Das Heimatbuch Gutau einst und jetzt zeigt es uns auf S. 59 unten. Es ist im Franziszeischen Kataster etwa 28 Meter lang und 5 bis 7 Meter breit eingezeichnet. Die Demolierung erfolgte 2023.
Kapelle Stampfenhammer. Standort war unweit vom Herrenhaus an der nach Süden führenden Stampfentalstraße. Lage. Die eindrucksvoll erhaltene Kapelle hat eine Fassade mit Stuckdekor und Heiligenfigur. Holztür mit vorgesetzter Schmiedeeisentür mit Initialen G A., innen Andachtsbild und Holzbänke. Über den seitlichen Fenstern finden sich Stuckarbeiten. Sie zeigen Jahreszahl 1837 und die Initialen T. K. (vermutlich Tobias Kindler) bzw. M. K. und I. F. Der Stuck gleicht in der Art auffällig dem Stuck des Riedlhammer Kellerstöckls.